# Otto Diderik Lütken (sangbogsudgiver)
 Der er flere personer med dette navn, se Otto Diderik Lütken.
Otto Diderik Lütken (24. oktober 1793 – 16. april 1866) var en dansk forfatter og præst, søn af Peter Wilhelm Lütken (1761-1844) og sønnesøn af den økonomiske forfatter Otto Diderik Lütken. Han udgav 1818 Huus- og Skole-Sangbog, "tidens nok mest kendte sangbog." 1)
Lütken blev 1811 privat dimitteret og tog 1816
teologisk embedseksamen, var to år alumnus på Valkendorfs Kollegium og
fra 1817 lærer ved Metropolitanskolen, blev 1819 faderens kapellan,
1821 sognepræst i Norup på Fyn, forflyttedes 1825 til Mern på
Sjælland og 1841 til Karleby, Horreby og Nørre Ørslev på Falster, hvor han døde 16. April 1866. Han ægtede 1823 Cecilie Marie
Leuning, datter af justitssekretær ved Hof- og Stadsretten Christoffer
Gram Leuning.
Ligesom faderen har han skrevet landøkonomiske
afhandlinger. 1818 udgav han med understøttelse af Landhusholdningsselskabet
en Huus- og Skolesangbog, der inddeltes i tre dele: 1.
"Verdens Herlighed", 2. "Mennesket, dets Dyder, Laster, Haab,
Glæde og forskjellige Aldere", 3. "Mennesket i Selskab med sine
Lige, som Ven, Stalbroder, Statsborger, Lavsbroder, indtil Graven".
1821 udgav han med understøttelse af det fynske litterære selskab
Christian Hansens og Peter Møllers Historie, en læsebog for
almueskolen. Den udkom 1857 i 6. oplag. Ligeledes udgav han
1839 Præstø Amt, der udkom som nr. 13 af Landhusholdningsselskabets
amtsbeskrivelser, og som Christian Molbech kalder "en af de
interessanteste og bedst udførte af dem, som hidtil ere komne for Lyset"
(Historisk Tidsskrift, I, 553).
Litteratur anvendt af Ludvig Koch i DBL:
Erslew: Forfatterlexicon